# Podocarpus indonesiensis
Podocarpus indonesiensis é uma espécie de conífera da família Podocarpaceae.
Apenas pode ser encontrada na Indonésia.